# Bolesław Weychert
Bolesław Weychert (ur. 15 sierpnia 1852 w Warszawie, zm. po czerwcu 1927) – działacz państwowy, wiceprezes Najwyższej Izby Kontroli.
Przez wiele lat pracował jako urzędnik w przedsiębiorstwach kolejowych – Dyrekcji Kolei Warszawsko-Wiedeńskiej, kolei prywatnej Nadwiślańskiej (m.in. naczelnik kontroli), Kolei Warszawsko-Terespolskiej (m.in. naczelnik kontroli); był także pomocnikiem głównego kontrolera Kolei Skarbowych w Warszawie i naczelnikiem Służby Dochodów Kolei Skarbowych Ndwiślańskich. Kształcił się m.in. jako wolny słuchacz w Wyższej Szkole Handlowej Kronenberga. Od listopada 1914 do 10 maja 1916 był członkiem Komitetu Obywatelskiego miasta Warszawy. Był pracownikiem Komisji Kasowości Tymczasowej Rady Stanu.
1 lipca 1919 został zastępcą dyrektora Głównego Urzędu Zaopatrywania Armii, w styczniu 1921 przeniesiony na stanowisko wiceprezesa (następnie od lipca 1921 prezesa) Komisji Oszczędnościowej przy Ministerstwie Skarbu. 6 sierpnia 1921 objął stanowisko wiceprezesa NIK i pełnił je przez cztery lata; przeszedł na emeryturę 31 lipca 1925.
Nie jest znana data śmierci Weycherta. Można przypuszczać, że zmarł w czerwcu 1927 lub krótko potem. Z tego miesiąca pochodzi ostatnia wiadomość na jego temat – list żony do kierownictwa NIK z prośbą o pomoc dla ciężko chorego b. wiceprezesa i jego rodziny.